# Березоволуцька сільська рада
Березоволуцька сільська рада — колишній орган місцевого самоврядування у Гадяцькому районі Полтавської області з центром у селі Березова Лука.

## Населені пункти
Сільраді були підпорядковані населені пункти:
- c. Березова Лука
- с. Лихопілля
- с. Мелешки